# Desaparecidos (programa de televisión)
Desaparecidos fue un programa de reportajes y entrevistas presentado por Silvia Intxaurrondo que se emitió en La 1 entre el 24 de enero y el 11 de abril de 2018. El objetivo del espacio era encontrar personas desaparecidas, siguiendo la estela del mítico Quién sabe dónde. Contaba con la colaboración del Centro Nacional de Desaparecidos.

## Formato
En cada programa se daban a conocer los casos de ciudadanos desaparecidos que son buscados por sus allegados, cubriendo ocho búsquedas urgentes y cinco historias en desarrollo. A lo largo del espacio se mostraban imágenes, reportajes y entrevistas en directo con los familiares de los desaparecidos, apelando a la audiencia a colaborar y aportar información para su localización. Así, un grupo de periodistas recorría el país para ofrecer las últimas novedades de los casos no resueltos, aunque también se trataban desapariciones de ciudadanos españoles en otros lugares del mundo, además de la difusión de historias de bebés robados y búsquedas biológicas. Contaba con una Lista R en la que podían registrarse aquellas personas que no querían ser buscadas.

## Equipo Técnico

### Presentadora
| Presentadora        | Información  | Años   |
| ------------------- | ------------ | ------ |
| Silvia Intxaurrondo | presentadora | (2018) |

### Redactores de las Búsquedas
| Presentador     | Información                               | Años   |
| --------------- | ----------------------------------------- | ------ |
| José Araque     | buscador de 'Desaparecidos                | (2018) |
| Mayte Carrasco  | buscadora internacional de 'Desaparecidos | (2018) |
| Jaime Fernández | buscador de 'Desaparecidos                | (2018) |
| Mercedes Forner | buscadora de 'Desaparecidos               | (2018) |
| Ana Hinestrosa  | buscadora de 'Desaparecidos               | (2018) |
| Julia Lamas     | buscadora de 'Desaparecidos               | (2018) |
| Elena Ortega    | buscadora de 'Desaparecidos               | (2018) |

## Episodios y audiencias

### Temporada 1: 2018
| Programa | Fecha                 | Espectadores | Share   |
| -------- | --------------------- | ------------ | ------- |
| 1        | 24 de enero de 2018   | 1 918 000    | (12,4%) |
| 2        | 31 de enero de 2018   | 1 658 000    | (11,6%) |
| 3        | 7 de febrero de 2018  | 1 389 000    | (9,2%)  |
| 4        | 14 de febrero de 2018 | 1 257 000    | (8,5%)  |
| 5        | 21 de febrero de 2018 | 1 327 000    | (9,1%)  |
| 6        | 28 de febrero de 2018 | 1 190 000    | (7,7%)  |
| 7        | 7 de marzo de 2018    | 1 335 000    | (8,8%)  |
| 8        | 14 de marzo de 2018   | 1 900 000    | (12,9%) |
| 9        | 21 de marzo de 2018   | 1 247 000    | (8,4%)  |
| 10       | 28 de marzo de 2018   | 1 169 000    | (8,6%)  |
| 11       | 4 de abril de 2018    | 1 219 000    | (8,9%)  |
| 12       | 11 de abril de 2018   | 974 000      | (7,2%)  |